# 아마미 유키
아마미 유키(일본어: 天海祐希, 1967년 8월 8일 ~ )는 일본의 여성 배우이다. 도쿄도 다이토구에서 태어났으며 본명은 나카노 유리(中野 祐里). 1987년도에 다카라즈카 가극단에 수석으로 입단 하여 그 해, '미 앤 마이 걸(ME AND MY GIRL)' 무대 공연으로 데뷔 하였고, 다카라즈카 가극단에서 탑 남역으로 연기 활동을 하다 1995년에 다카라즈카 가극단을 퇴단 하였다. 다카라즈카 가극단 단원 활동 시절에는 신장 171cm의 상당히 큰 체격으로 인해 남역을 담당 했다. 이로 인해 다카라즈카 가극단 탈퇴 후, 여성임에도 불구하고 남성 역할의 연기도 매우 뛰어나게 연기 한다. 다카라즈카 가극단 탈퇴 후 배우로 연예계 활동을 시작 하였고 여러 영화, 드라마에 출연 하며 현재까지 다양한 활동을 하고 있다. 2003년 기준으로 소속사 켄온으로 이적하였다.

## 다카라즈카 가극단출연작

### 음악학교 - 츠키구미 시대
1987년
- 1월 23일 - 1월 24일 『일본무용／청춘의 론도』(공연 수：2회)(다카라즈카 대극장 공연)

『일본무용』 - 춤추는 여성 역
『청춘의 론도』(4부18장)
- 제 1화 나의 사랑의 시(6경) - 1경：비엔나의 젊은이 역, 4・5경：노래 부르는 청년 역
- 제 2화 투 슈즈
- 제 3화 거대한 야망(3장) - 마이클 역(주연)
- 제 4화 쇼는 시간을 넘어서(3장) - 2장：모던한 남성, 가수 역. 3장：피날레의 남성 역
- 3월 26일 - 5월 12일 『다카라즈카 오도리 찬가／사마르칸드의 붉은 장미(유키구미)』(본공연 수：63회)(다카라즈카 대극장 공연)

『다카라즈카 오도리 찬가』(12장) - 1장：벚꽃의 여자. 2장：초무대 시작 문구
『사마르칸드의 붉은 장미』(17장) - 13장：근위병. 17장：초무대생 로켓댄스(신인공연：4월 7일) - 발프 왕자 역
- 5월 26일 『ME AND MY GIRL』(2막 7장)(공연 수：1회)(다카라즈카 대극장 공연), (신인공연) - 그림자 코러스 역
- 8월 2일 - 8월 30일 『ME AND MY GIRL』(2막 11장(신인공연：7장))(본공연 수：48회)(도쿄 다카라즈카 극장 공연)

1막 - 신사 손님 역(신인공연：8월 14일) - 중개인 역
2막 - 춤추는 청년, 피날레의 청년 역(신인공연：8월 14일) - 춤추는 남성 역
- 9월 22일 - 10월 4일 『청춘의 선풍〜리틀 히어로 산시로』(2막 23장)(공연 수：21회)(バウホール공연)

1막 - 닌자(남), 거리의 남성, 배의 승객(남) 역
2막 - 분 호터, 닌자(남) 역
- 11월 16일 - 12월 20일 『ME AND MY GIRL』(2막 11장(신인공연：7장))(본공연 수：44회)(다카라즈카 대극장 공연)

1막 - 신사 손님 역
2막 - 춤추는 청년, 피날레의 신사 역
(신인공연：11월 27일) - 빌 역 ＊신인공연 첫 주연(사상 최연소)

## 출연

### 드라마
- 2020년 《 톱나이프 ~천재 뇌외과의의 조건~ 》 (トップナイフ-天才脳外科医の条件-) - 주연 ・미야마 요코 역
- 2018년 《 패딩턴발 4시 50분 ~침대 특급 살인 사건~ 》 - 주연 · 아마노 토우코 역

- 2018년 《 천재를 키운 부인 ~세계가 인정한 수학자와 아내의 사랑~ 》 - 주연  · 오카 미치 역
- 2017년 《 긴급취조실 시즌 2 》(緊急取調室) - 주연 · 마카베 유키코 역
- 2015년 《 위장 부부 》(偽装の夫婦) - 주연 · 카몬 히로 역
- 2014년 《 긴급취조실 》(緊急取調室) - 주연 · 마카베 유키코 역
- 2013년 《 여자 노부나가 》(女信長) - 주연 · 오다 노부나가 역[1]
- 2012년 《 결혼하지 않는다 》 - 주연 · 키리시마 하루코 역
- 2011년 《 BOSS 2nd시즌 》- 주연 · 오사와 에리코 역
- 2010년 《 Gold 》- 주연 · 사오토메 유리 역
- 2010년 《 우리집의 역사 》- 주연 · 오나즈카 치아키 역 [특집극]
- 2009년 《 불모지대 》- 조연 · 하마나카 베니코 역
- 2009년 《 BOSS 》- 주연 · 오사와 에리코 역
- 2008년 《 어라운드40 ~주문이 많은 여자들~ 》- 주연 · 오가타 사토코 역
- 2007년 《 엔카의 여왕 》- 주연 · 오코우치 히마와리 역
- 2007년 《 마구로 》- 주연 · 사카자키 나츠미 역 [특집극]
- 2006년 《 톱 캐스터 》- 주연 · 츠바키 하루카 역
- 2006년 《 여왕의 교실 스페셜 》- 주연 · 아쿠츠 마야 역
- 2006년 《 키친워즈 》- 주연 · 이사 마코토 역 [특집극]
- 2005년 《 여자의 일대기 》- 주연 · 코시지 후부키 역 [특집극]
- 2005년 《 여왕의 교실 》- 주연 · 아쿠츠 마야 역
- 2005년 《 이혼변호사2 ~핸섬우먼~ 》- 주연 · 마미야 타카코 역
- 2005년 《 이혼변호사 스페셜 》- 주연 · 마미야 타카코 역
- 2004년 《 라스트 프레젠트 ~딸과 사는 마지막 여름~ 》- 주연 · 히라키 아스카 역
- 2004년 《 이혼변호사 》- 주연 · 마미야 타카코 역
- 2004년 《 천국으로의 응원가 치어즈 》- 주연 · 나카오 시즈에 역 [특집극]
- 2002년 《 장미의 십자가 》- 주연 · 타카하타 아키 역
- 2002년 《 토시이에와 마츠~카가 백만석 이야기~ 》- 조연 · 하루 역 (NHK 대하드라마)
- 2001년 《 수요일의 정사 》- 주연 · 사쿠라 아이 역
- 2001년 《 파이팅 걸 》- 조연 · 미츠이 쇼코 역

### 영화
- 2020년 《카이지 파이널 게임》 - 엔도 린코 역
- 2017년 《메리와 마녀의 꽃》 - 멈블추크 역 (성우)
- 2017년 《치어 댄스》 - 카오루코 역
- 2017년 《토르: 라크나로크》 - 헬라 역 (성우)
- 2016년 《명탐정 코난 : 순흑의 악몽》 - 검은조직 큐라소 역 (성우)
- 2010년 《 카이지 》- 엔도 린코 역
- 2009년 《 아사히야마 동물원 이야기 》
- 2009년 《 아말피 여신의 보수 》- 야가미 사에코 역
- 2009년 《 젤라틴 실버 러브 》
- 2008년 《 펭귄이 하늘을 날다 - 아사히야마 동물원 》
- 2008년 《 벼랑 위의 포뇨 》- 포뇨의 엄마 그란만마레 역 (성우)
- 2007년 《 남쪽으로 튀어 》- 우에하라 사쿠라 역
- 2007년 《 배터리 》 - 하라다 마키코 역
- 2005년 《 우리 개 이야기 》- 미하루 역
- 2004년 《 세상의 중심에서 사랑을 외치다 》- 사쿠타로(현재)의 상사 역
- 2001년 《 이누가미 》
- 2001년 《 연탄 》
- 2001년 《 천년의 사랑 - 히카루 겐지 이야기 》- 히카루 겐지 역[2]
- 1998년 《 도화겁 》
- 1998년 《 이시미츠 마키요의 생애 》
- 1996년 《 카운트다운 》- 오자키 카오리 역